# División de Honor de bádminton 2012-13
La temporada 2012/13 fue la 26.ª edición de la División de Honor de bádminton en España, máxima categoría de este deporte en el país y fue organizada por la Federación Española de Bádminton. La disputaron 12 equipos que se dividieron en dos grupos de 6. La temporada regular comenzó el sábado 15 de septiembre de 2012 y finalizó el 13 de abril de 2013. El campeón fue el Recreativo de Huelva-IES La Orden, que sumó su primer título.

## Equipos participantes
| Equipo                            | Ciudad                |
| --------------------------------- | --------------------- |
| Recreativo de Huelva-IES La Orden | Huelva                |
| Soderinsa Rinconada               | La Rinconada          |
| CB Benalmádena                    | Benalmádena           |
| CB Paracuellos-Torrejón           | Paracuellos de Jarama |
| CB Triana                         | Sevilla               |
| Bádminton Aldapeta                | San Sebastián         |
| CB Xátiva-Valencia Terra i Mar    | Játiva                |
| CB Alicante                       | Alicante              |
| CB Oviedo                         | Oviedo                |
| Ibiza BC                          | Ibiza                 |
| Bantierra Huesca                  | Huesca                |
| CB Pitiús                         | Ibiza                 |

## Sistema de competición
El torneo es organizado por la Federación Española de Bádminton y en ella participaron 12 equipos divididos en dos grupos de 6. Cada equipo jugó un total de 10 partidos en la fase regular, debiéndose enfrentar a todos los demás equipos de su mismo grupo a doble vuelta. Cada encuentro consta, en sí mismo, por 7 partidos:
- Un dobles mixto
- Un dobles masculino
- Un dobles femenino
- Dos individuales masculinos
- Dos individuales femeninos

Los entrenadores de cada equipo seleccionan a los jugadores que disputarán los 3 partidos de dobles y también elegirán al número 1 y 2 de individuales masculino y femenino. Antes de cada encuentro, se sortearan si los individuales constan de los números 1 de un equipo contra el número 2 del otro (y viceversa) o si los números 1 y 2 se enfrentan entre ellos.
Cada uno de los 7 partidos se juega al mejor de 3 sets; para vencer en un set, un jugador o pareja deberá conseguir, al menos, 21 puntos y la ventaja respecto al adversario siempre deberá de ser de un mínimo de 2 puntos. El saque inicial se realizará por sorteo y, a partir de ahí, lo efectuará el jugador o pareja que haya ganado el punto inmediatamente anterior.
Los segundos y los terceros clasificados cuando acabe la fase regular, disputarán los cuartos de final del campeonato; en una eliminatoria a doble partido en el que el tercero de un grupo se enfrenta al segundo del otro disputando el primer enfrentamiento en su pabellón. Los dos clasificados jugarán las semifinales frente a los dos campeones de los grupos (que entran directamente en esta ronda), el formato será el mismo que en cuartos (eliminatoria a doble partido). Los ganadores de las semifinales disputarán el título de liga también a doble partido.
Para las eliminatorias por el descenso, el formato es similar: los cuartos y los quintos clasificados de cada grupo tendrán la oportunidad de salvar la categoría en una eliminatoria a doble partido, en el que el quinto de un grupo se enfrenta al cuarto del otro disputando el primer enfrentamiento en su pabellón. Los dos perdedores de las eliminatorias aún tendrán la oportunidad de permanecer en la categoría en la ronda definitiva por la permanencia, en la que se jugarán su plaza en la División de Honor frente a los sextos clasificados. Los perdedores de esta última eliminatoria descenderán a Primera Nacional.

## Campeonato
| # | Equipos                 | J  | G  | P | PG | PP | PT |
| - | ----------------------- | -- | -- | - | -- | -- | -- |
| 1 | Recreativo-IES La Orden | 10 | 10 | 0 | 60 | 10 | 30 |
| 2 | CB Benalmádena          | 10 | 8  | 2 | 47 | 23 | 24 |
| 3 | Bádminton Aldapeta      | 10 | 4  | 6 | 31 | 39 | 12 |
| 4 | CB Alicante             | 10 | 3  | 7 | 29 | 41 | 9  |
| 5 | Ibiza BC                | 10 | 3  | 7 | 26 | 44 | 9  |
| 6 | Bantierra Huesca        | 10 | 2  | 8 | 17 | 53 | 6  |

| # | Equipos                 | J  | G  | P | PG | PP | PT |
| - | ----------------------- | -- | -- | - | -- | -- | -- |
| 1 | Soderinsa Rinconasa     | 10 | 10 | 0 | 53 | 17 | 30 |
| 2 | CB Paracuellos-Torrejón | 10 | 6  | 4 | 37 | 33 | 18 |
| 3 | CB Triana               | 10 | 5  | 5 | 27 | 43 | 15 |
| 4 | Xátiva Terra i Mar      | 10 | 4  | 6 | 35 | 35 | 12 |
| 5 | CB Oviedo               | 10 | 4  | 6 | 34 | 36 | 12 |
| 6 | CB Pitiús               | 10 | 1  | 9 | 24 | 46 | 3  |

En verde oscuro, clasificados para las semifinales del playoff por el título; en verde claro, clasificados para cuartos de final de playoffs por el título; en rojo claro, obligados a disputar la primera ronda de los playoffs por la permanencia y, en rojo oscura, los obligados a disputar la eliminatoria definitiva para evitar el descenso a Primera Nacional.
J = Partidos jugados; G = Encuentros ganados; P = Encuentros perdidos; PG = Partidos ganados; PP = Partidos perdidos; PT = Puntos;  = Campeón de liga y clasificado para la Copa de Europa;  = Descendidos a Primera Nacional

### Cuartos de final
| Local ida          | Resultado global | Local vuelta            | Ida | Vuelta |
| ------------------ | ---------------- | ----------------------- | --- | ------ |
| CB Triana          | 2-12             | CB Benalmádena          | 1-6 | 1-6    |
| Bádminton Aldapeta | 6-8              | CB Paracuellos-Torrejón | 4-3 | 2-5    |

CB Benalmádena y CB Paracuellos-Torrejón, clasificados para semifinales.

### Semifinales
| Local ida               | Resultado global | Local vuelta            | Ida | Vuelta |
| ----------------------- | ---------------- | ----------------------- | --- | ------ |
| CB Paracuellos-Torrejón | 1-13             | Recreativo-IES La Orden | 1-6 | 0-7    |
| CB Benalmádena          | 5-9              | Soderinsa Rinconada     | 3-4 | 2-5    |

Recreativo de Huelva-IES La Orden y Soderinsa Rinconada, clasificados para la final.

### Final

#### Partido de ida
| Soderinsa Rinconada   | Recreativo-La Orden | Modalidad            | Primer Set | Segundo Set | Tercer Set | Resultado final |  |
| --------------------- | ------------------- | -------------------- | ---------- | ----------- | ---------- | --------------- |  |
| S. Kusuma-M. Jolly    | P. Abián-H. Ojeda   | Dobles mixto         | 21-18      | 12-21       | 12-21      | 1-2             |  |
| C. Longo-E. Velázquez | H. Winarto-E. Ojeda | Dobles masculino     | 22-20      | 21-16       | -          | 2-0             |  |
| M. Jolly-L. Molina    | H. Ojeda-N. Jiménez | Dobles femenino      | 21-18      | 17-21       | 19-21      | 1-2             |  |
| Stenny Kusuma         | Pablo Abián         | Individual masculino | 10-21      | 21-23       | -          | 0-2             |  |
| Marta Calleja         | María Ulitina       | Individual femenino  | 9-21       | 6-21        | -          | 0-2             |  |
| Ernesto Velázquez     | Hendry Winarto      | Individual masculino | 21-8       | 18-21       | 21-14      | 2-1             |  |
| Laura Molina          | Noelia Jiménez      | Individual femenino  | 21-16      | 21-15       | -          | 2-0             |  |

El encuentro acabó, por tanto, con victoria del Recreativo de Huelva-IES La Orden por 3-4, que también se impuso en sets ganados (8-9). El choque se celebró en el Pabellón Fernando Martín de San José de la Rinconada.

#### Partido de vuelta
| Recreativo-La Orden | Soderinsa Rinconada   | Modalidad            | Primer Set | Segundo Set | Tercer Set | Resultado final |  |
| ------------------- | --------------------- | -------------------- | ---------- | ----------- | ---------- | --------------- |  |
| P. Abián-H. Ojeda   | S. Kusuma-M. Jolly    | Dobles mixto         | 21-17      | 21-12       | -          | 2-0             |  |
| H. Winarto-E. Ojeda | C. Longo-E. Velázquez | Dobles masculino     | 21-8       | 14-21       | 17-21      | 1-2             |  |
| H. Ojeda-N. Jiménez | M. Jolly-L. Molina    | Dobles femenino      | 21-17      | 21-9        | -          | 2-0             |  |
| Pablo Abián         | Ernesto Velázquez     | Individual masculino | 21-18      | 21-16       | -          | 2-0             |  |
| Noelia Jiménez      | Marta Calleja         | Individual femenino  | 21-11      | 21-5        | -          | 2-0             |  |

El encuentro de vuelta se celebró el sábado 13 de abril en un abarrotado Polideportivo Andrés Estrada de Huelva. El Recreativo de Huelva-IES La Orden hizo buena la ventaja cosechada en la ida y logró hacerse con el campeonato de forma brillante al vencer al Soderinsa Rinconada nuevamente por 4-1. El equipo onubense consiguió el primer título liguero de su historia y se clasificó para la Copa de Europa de bádminton. Asimismo, el equipo de fútbol que patrocina al club, el Recreativo de Huelva, homenajeó a los integrantes de la plantilla del IES La Orden en el encuentro que disputó el propio sábado 13 de abril en el Estadio Nuevo Colombino ante el Real Madrid Castilla.

### Eliminatorias por la permanencia

#### Primera ronda
| Local ida | Resultado global | Local vuelta       | Ida | Vuelta |
| --------- | ---------------- | ------------------ | --- | ------ |
| CB Oviedo | 6-8              | CB Alicante        | 4-3 | 2-5    |
| Ibiza BC  | 7-7 *            | Xátiva Terra i Mar | 4-3 | 3-4    |

* El Xátiva Terra i Mar consiguió vencer la eliminatoria pese a igualar en partidos ganados (7-7) y en sets (16-16) al Ibiza BC; logró más puntos (593-554)
El CB Alicante y el Xátiva Terra i Mar lograron salvar la categoría, mientras que el CB Oviedo y el Ibiza BC deberán disputar la eliminatoria definitiva por la salvación.

#### Ronda definitiva
| Local ida        | Resultado global | Local vuelta | Ida | Vuelta |
| ---------------- | ---------------- | ------------ | --- | ------ |
| Bantierra Huesca | 8-6              | Ibiza BC     | 4-3 | 4-3    |
| Cb Pitius        | 3-11             | CB Oviedo    | 2-5 | 1-6    |

El Bantierra Huesca y el CB Oviedo consiguieron la permanencia, mientras que el Ibiza BC y el CB Pitius descendieron a Primera Nacional.